# Faro de Tagomago

El faro de Tagomago es un faro situado en el islote de Tagomago, al noreste de la isla de Ibiza, en el archipiélago de las Islas Baleares, España. Está gestionado por la Autoridad Portuaria de Baleares.

## Historia
Las obras fueron adjudicadas en 1908, pero no comenzaron hasta el año 1910 por no haberse realizado los trámites de expropiación de los terrenos. Se inauguró con una óptica catadióptrica de 25 cm de distancia focal con lámpara chance de 35 mm y una apariencia de 2+1 destellos cada 20 segundos. Su inauguración se realizó el 1 de diciembre de 1914.